# أندريا نوفاكوفيتش
أندريا نوفاكوفيتش (بالإنجليزية: Andrija Novakovich) (21 سبتمبر 1996 بموسكيغو في الولايات المتحدة - ) هو لاعب كرة قدم أمريكي في مركز الهجوم. شارك مع منتخب الولايات المتحدة تحت 17 سنة لكرة القدم ومنتخب الولايات المتحدة تحت 18 سنة لكرة القدم ومنتخب الولايات المتحدة تحت 20 سنة لكرة القدم. أما مع النوادي، فقد لعب مع نادي ريدنغ ونادي تشيلتنهام تاون لكرة القدم.

## وصلات خارجية
- أندريا نوفاكوفيتش على موقع قاعدة بيانات كرة القدم.إي يو (الإنجليزية)
- أندريا نوفاكوفيتش على موقع ناشيونال فوتبول تيمز (الإنجليزية)
- أندريا نوفاكوفيتش على موقع Soccerbase.com (لاعب) (الإنجليزية)
- أندريا نوفاكوفيتش على موقع Soccerway.com (الإنجليزية)